# Banque centrale du Sri Lanka
La Banque centrale du Sri Lanka (en singhalais : ශ්‍රී ලංකා මහ බැංකුව ; en tamoul : இலங்கை மத்திய வங்கி) est l'institution de droit public responsable de maintenir la stabilité monétaire du pays. Elle a été fondée en 1950, deux ans après l'indépendance du Sri Lanka, à l'époque où Junius Richard Jayewardene était ministre des finances, avec comme premier gouverneur John Exter. Elle a remplacé le Conseil monétaire qui s'occupait auparavant de la politique monétaire du pays. L'institution est membre de l'Asian Clearing Union (en).
La crédibilité de la banque a été mise en question en 2007 à cause d'accusations de conflits d'intérêts et de manque d'efficacité. La banque centrale du Sri Lanka n'est pas intervenue depuis 2006 pour émettre de la monnaie (la roupie srilankaise). 